# Dawit Hambarcumian
Dawit Hambarcumian (orm. Դավիթ Համբարծումյան, ros. Давид Григорьевич Амбарцумян Dawid Grigorjewicz Ambarcumian; ur. 24 czerwca 1956 w Kapanie, zm. 11 stycznia 1992 w Erywaniu) – radziecki skoczek do wody.
Zasłużony Mistrz Sportu ZSRR.

## Kariera
Trzykrotnie startował na igrzyskach olimpijskich. W 1972 zajął 5. miejsce w skokach z wieży, w 1976 w tej samej konkurencji był 7., a w 1980 zdobył brązowy medal. W 1981 i 1983 zostawał mistrzem Europy w skokach z wieży, a w 1977 w tej samej konkurencji został wicemistrzem kontynentu. W 1979 zdobył srebrny medal uniwersjady w tej samej konkurencji. Siedmiokrotnie zostawał mistrzem ZSRR w skokach z wieży: w 1972, 1975, 1977, 1978, 1981, 1983 i 1984.

## Śmierć
Zmarł 11 stycznia 1992 w Erywaniu w wyniku nagłego zatrzymania krążenia.

## Upamiętnienie
W Erywaniu istnieje szkoła skoków do wody dla dzieci nazwana imieniem Hambarcumiana.